# Sansara pallidalae
Sansara pallidalae is een vlinder uit de familie van de houtboorders (Cossidae). De wetenschappelijke naam van de soort werd voor het eerst geldig gepubliceerd in 1892 door Hampson als Cossus pallidalae.